# Stephen Sommers
Stephen Sommers (Dayton, 20 maart 1962) is een Amerikaans filmregisseur, producer en schrijver.
Films van zijn hand zijn onder andere The Mummy, The Mummy Returns en Van Helsing.
In Sommers' films wordt veel gebruikgemaakt van digitale animatie en speciale effecten. Verder maakt hij veel gebruik van spiegels, waardoor de gefilmde ruimtes groter lijken.

## Filmografie
Regie en script
- 1993 - The Adventures of Huck Finn
- 1994 - The Jungle Book, ook bekend als "Rudyard Kipling's The Jungle Book, met onder anderen Sam Neill
- 1998 - Deep Rising, met onder anderen Famke Janssen, Treat Williams
- 1999 - The Mummy, met onder anderen Brendan Fraser, Rachel Weisz
- 2001 - The Mummy Returns, met onder anderen Brendan Fraser, Rachel Weisz
- 2009 - GI Joe the Rise of Cobra met alle karakters uit de GI joe Tekenfilms. met Dennis Quaid als generaal Hawk

Regie, script en productie
- 2004 - Van Helsing, met onder anderen Hugh Jackman, Kate Beckinsale

Script en productie
- 2002 - The Scorpion King, met onder anderen The Rock

Productie
- 2008 - The Mummy: Tomb of the Dragon Emperor, met onder anderen Brendan Fraser

- Biblioteca Nacional de España: XX1126233
- Bibliothèque nationale de France: cb140311047 (data)
- Gemeinsame Normdatei: 122995309
- International Standard Name Identifier: 0000 0001 1040 8622
- Library of Congress Control Number: n95040167
- MusicBrainz: 7c9283dc-e44e-4ad7-a8a9-b1a278bcc03d
- Nationale Bibliotheek van Tsjechië: jn20010310127
- Nationale Bibliotheek van Israël: 987007306981605171
- Nationale Bibliotheek van Polen: a0000001651918
- Nederlandse Thesaurus van Auteursnamen: 125263171
- SNAC: w64b3x52
- Système universitaire de documentation: 078052955
- Virtual International Authority File: 14972243
- WorldCat: E39PBJjxqmchJtgVhyWrtQQrMP